# Лука-Врубловецька
Лука́-Врублове́цька — колишнє село. Входило до Врубловецької сілької ради Кам'янець-Подільського району.
Ухвалою Хмельницького облвиконкому 21 березня 1984 вилучено з облікових даних (село затоплено Дністровським водосховищем). Поблизу села зафіксовано одну з найдавніших на території України стоянок первісних збирачів і мисливців: їй близько 300 тисяч років. Археологи виявили тут типові для раннього періоду палеоліту відщепи, нуклеуси, примітивні ручні рубила.